# Akemi Okamura
Akemi Okamura (jap. 岡村 明美, Okamura Akemi; * 12. März 1969 in Tokio, Japan) ist eine japanische Synchronsprecherin (Seiyū). Seit ihrem Debüt im Film Porco Rosso als Hauptrolle Fio Piccolo, steht die gelernte Kalligrafie-Lehrerin bei Mausu Promotion unter Vertrag.

## Rollen (Auswahl)
- CLAMP School Detectives (Nokoru Imonoyama)
- Gunparade March (Mai Shibamura)
- Koi Kaze (Kaname Chidori)
- Legendz (Shuzo Matsutani)
- Lovely Complex (Risa Koizumi)
- One Piece (Nami)
- Mezzo Forte (Momomi Momoi)
- Mini-Göttinnen (Belldandy)
- Noein: Mō Hitori no Kimi e (Asuka Kaminogi)
- Now and Then, Here and There (Shuzo „Shu“ Matsutani)
- Sakura Wars (Kasumi Fujii)
- Tales of Symphonia (Shihna Fujibayashi)
- Telepathy Shōjo Ran Jiken Note (Reina Isozaki)